# Lukas Kragl
Lukas Kragl (* 12. Jänner 1990 in Linz) ist ein österreichischer Fußballspieler auf der Position eines Stürmers.

## Karriere
Kragl begann seine aktive Karriere als Fußballspieler in den Jugendmannschaften von Ebelsberg Linz, einem unterklassigen Verein in der oberösterreichischen Landeshauptstadt. Bereits 1998 wurde er zuerst leihweise und ab 1999 fix vom LASK für deren Jugendmannschaft verpflichtet. 2007 kam er zu seinem ersten Einsatz im Amateurkader. Im Jahre 2009 schaffte er unter Hans Krankl den Sprung in den Kader der Bundesligamannschaft.
Sein Debüt in der höchsten österreichischen Spielklasse gab Kragl am 25. April 2009 gegen den SK Sturm Graz, als er in der 71. Minute für Christian Mayrleb eingewechselt wurde. Das Spiel endete 2:0 für die Grazer.
Am 18. April 2010 foulte er in einem Heimspiel gegen den FC Red Bull Salzburg in der 43. Spielminute Eddie Gustafsson, den Torhüter der Salzburger, schwer. Dieser erlitt dabei einen Schienbein- sowie einen mehrfachen Wadenbeinbruch. Gustafsson wurde mit dem Rettungshubschrauber ins Krankenhaus nach Salzburg gebracht, wo er sich einer Operation unterzog.
Zwei Operationen im Oktober 2011 und Anfang 2012 unterbrachen die Karriere zwischenzeitlich.
2012 wechselte Lukas Kragl zum SC Austria Lustenau. Anfang 2014 einigte man sich darauf, den laufenden Spielervertrag einvernehmlich aufzulösen. Der 24-jährige Flügelspieler schloss sich dem SKN St. Pölten an, wo er ein mehrtägiges Probetraining absolviert hatte.
Mit dem SKN erreichte Kragl das Finale des ÖFB-Cup, wo er am 18. Mai 2014 gegen Red Bull Salzburg in der 30. Spielminute den verletzten Peter Brandl ersetzte. Das Spiel endete 4:2 für Red Bull Salzburg.
Zum Jahreswechsel 2014/15 wechselte Lukas Kragl in die Amateurmannschaft.
Seit 2020 spielt er bei Union Edelweiss Linz in der OÖ Liga.